# Барон де Ла Варр
Барон де Ла Варр (англ. Lord De La Warr) — английский аристократический титул, создававшийся дважды — в 1299 и 1570 годах. Во второй креации существует по сей день. Изначально титул носили представители рода де Ла Варров, позже он перешёл по женской линии к Уэстам. С 1761 года это младший титул графов де Ла Варр.

## История титула
Титул барона де Ла Варра был создан в 1299 году для Роджера Ла Варра, рыцаря из Сассекса. До 1427 года титул носили потомки Роджера по мужской линии. Наследником бездетного 5-го барона стал сын его сестры Реджинальд Уэст (1395—1450). Старший сын последнего Ричард Уэст, 7-й барон де ла Варр (1430—1476), участвовал в Войнах Алой и Белой розы на стороне Ланкастеров. Его старший сын Томас (около 1457—1525) играл важную роль в правление Генриха VII и Генриха VIII; в 1489 году он стал рыцарем Бани, в 1497 году участвовал в подавлении восстания корнцев, в 1510 был пожалован в кавалеры Ордена Подвязки, позже воевал с французами и стал рыцарем-баннеретом. В 1524 году он был назначен главным шерифом графств Суррей и Суссекс. Его старший сын Томас, 9-й барон де Ла Варр (1475—1554), тоже участвовал в войне с Францией и в 1549 году стал кавалером Орденом подвязки.
Преемником бездетного 9-го барона должен был стать его племянник Уильям Уэст (около 1520—1595). Однако наследник попытался отравить дядю, был заключен в тюрьму и лишён наследства специальным решением английского парламента. К моменту смерти сэра Томаса в 1554 году Уильям с ним помирился, но вступить в права наследования он всё же не мог. Только в 1570 году Уэст-племянник получил титул барона де Ла Варра, который считается в связи с этим событием созданным заново.
Видным политическим деятелем стал внук Уильяма Томас Уэст, 3-й барон де ла Варр (1577—1618), который занимал должность губернатора колонии Джеймстаун в 1610—1611 годах. В честь этого лорда названы залив, река, индейский народ и штат США.
Джон Уэст, 7-й барон де ла Варр (1693—1766), занимал видные посты казначея королевского двора (1731—1737), губернатора Грейвзенда и Тилбери (1737—1766) и губернатора Гернси (1752—1766). В 1761 году он получил титулы виконта Кантелупа и графа де ла Варра (пэрство Великобритании). С этого момента баронский титул был младшим для Уэсов и практически не использовался. Формально он существует по сей день. 17-м бароном является Уильям Сэквилл, 11-й граф де Ла Варр.

## Носители
Первая креация
- 1299—1320: Роджер ла Варр, 1-й барон де Ла Варр (умер 20 июня 1320)[1];
- 1320—1347: Джон ла Варр, 2-й барон де Ла Варр (приблизительно 1277 — 9 мая 1347), сын предыдущего[4];
- 1347—1370: Роджер ла Варр, 3-й барон де Ла Варр (30 ноября 1326 — 27 августа 1370), внук предыдущего[5];
- 1370—1398: Джон ла Варр, 4-й барон де Ла Варр (приблизительно 1344 — 27 июля 1398), сын предыдущего[6];
- 1398—1427: Томас ла Варр, 5-й барон де Ла Варр (приблизительно 1352 — 7 мая 1427), брат предыдущего[7];
- 1427—1450: Реджинальд Уэст, 6-й барон де Ла Варр (5 или 7 сентября 1395 — 27 августа 1450), внук 3-го барона по матери[8];
- 1450—1476: Ричард Уэст, 7-й барон де Ла Варр (28 октября 1430 — 10 марта 1476), сын предыдущего[9];
- 1476—1525: Томас Уэст, 8-й барон де Ла Варр (приблизительно 1457 — 11 октября 1525), сын предыдущего[10];
- 1525—1554: Томас Уэст, 9-й барон де Ла Варр (приблизительно 1475 — 25 сентября 1554), сын предыдущего[11].

Вторая креация
- 1570—1595: Уильям Уэст, 1-й барон де Ла Варр (1520 — 30 декабря 1595), внук 8-го барона;
- 1595—1602: Томас Уэст, 2-й барон де Ла Варр (1556 — 24 марта 1602), сын предыдущего;
- 1602—1618: Томас Уэст, 3-й барон де Ла Варр (9 июля 1577 — 7 июня 1618), сын предыдущего;
- 1618—1628: Генри Уэст, 4-й барон де Ла Варр (3 октября 1603 — 1 июня 1628), сын предыдущего;
- 1628—1687: Чарльз Уэст, 5-й барон де Ла Варр (февраль 1626 — 22 декабря 1687), сын предыдущего;
- 1687—1723: Джон Уэст, 6-й барон де Ла Варр (1663 — 26 мая 1723), сын предыдущего;
- 1723—1766: Джон Уэст, 7-й барон де Ла Варр (4 апреля 1693 — 16 марта 1766), сын предыдущего, граф де Ла Варр с 1761 года[12][13].

С этого момента баронский титул является младшим для всех графов де Ла Варр.